# Estación de Santiago Tapia (Metrorrey)
La estación Santiago Tapia (comúnmente conocida como Metro Tapia) es una de las estaciones correspondientes a la línea 2 del Metro de Monterrey, Está ubicada al Norte de la Avenida Universidad en el municipio de San Nicolás. La estación fue abierta al público el 1 de octubre de 2008.
La estación tiene ese nombre por estar situada cercana a la Av. Santiago Tapia en la zona Centro de San Nicolás de los Garza NL. Su icono es representado por el busto de Santiago Tapia. Santiago Tapia nació en Aguililla, Mich., en 1820. Cuando se inició la Revolución de Ayutla, Tapia se levantó en armas al lado de los generales Epitacio Huerta, Pueblita y Santos Degollado; fue nombrado gobernador de Michoacán por el presidente Juárez y más tarde comandante Militar del Estado de Tamaulipas.
La Revolución de Ayutla fue un movimiento insurgente originado en el departamento de Guerrero (actualmente, el estado del mismo nombre, al sur de México) en el año de 1854. La razón del levantamiento de los surianos fue la inconformidad con la dictadura de Antonio López de Santa Anna, que aprovechando la abolición de la constitución federal de 1824 gobernaba dictatorialmente con el título de Su Alteza Serenísima. La Revolución comprende tanto el conflicto armado propiamente dicho como las presidencias de Juan Álvarez e Ignacio Comonfort. Bajo la presidencia de este último fue promulgada la Constitución de 1857.
Permaneció cerrada desde la noche del 5 de diciembre de 2022, esto derivado de la clausura del tramo elevado de la línea 2 tras encontrar diversos daños estructurales en los capiteles del mismo. El servicio fue reanudado el 11 de noviembre de 2023 a la 1 de la tarde en el evento de reapertura del tramo entre las estaciones Anáhuac y Sendero.